# Rörshyttan
Rörshyttan är en by i Husby socken i Hedemora kommun. SCB klassade Rörshyttan som en småort vid den första avgränsningen 1990, då hade orten 59 invånare. Vid sammanställningen fem år senare var befolkningen 50 personer. Sedan dess har befolkningen aldrig överstigit 50 personer och SCB räknar inte längre Rörshyttan som en småort.
Järnhanteringen, som har anor från åtminstone 1500-talet, upphörde i mitten av 1800-talet då den sista hammaren lades ned.